# Caxingó
Caxingó é um município brasileiro do estado do Piauí. Localiza-se a uma latitude 03º25'03" sul e a uma longitude 41º53'46" oeste, estando a uma altitude de 13 metros. Sua população estimada em 2004 era de 4 809 habitantes.
Possui uma área de 498,48 km². Uma cidade as margem do Rio longá.   
Possui , o único bairro registrado da cidade chamado Curralinho.  